# Igreja de Nossa Senhora da Conceição (Angra do Heroísmo)

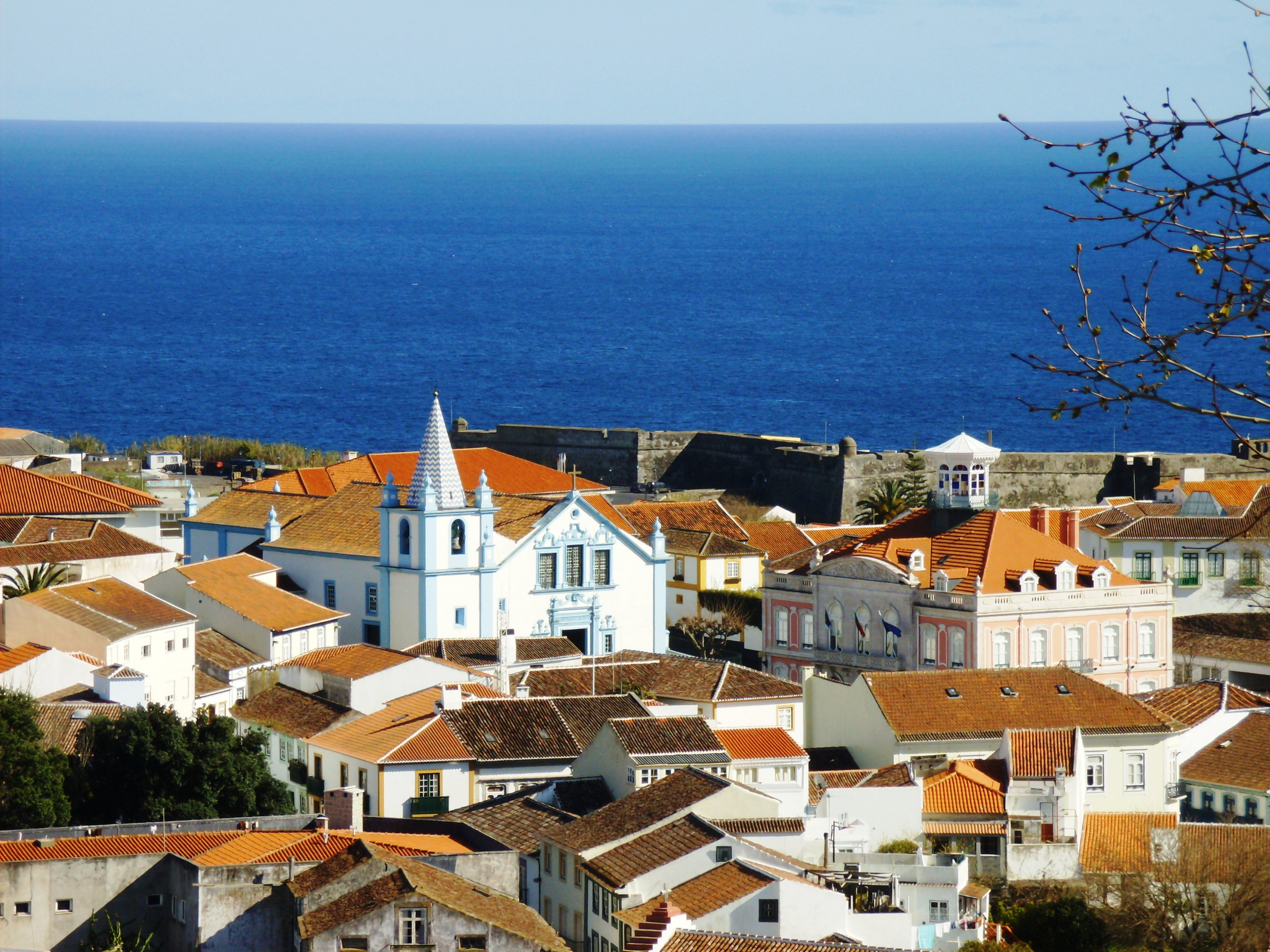
Igreja da Conceição, Angra: ao fundo o Forte de São Sebastião

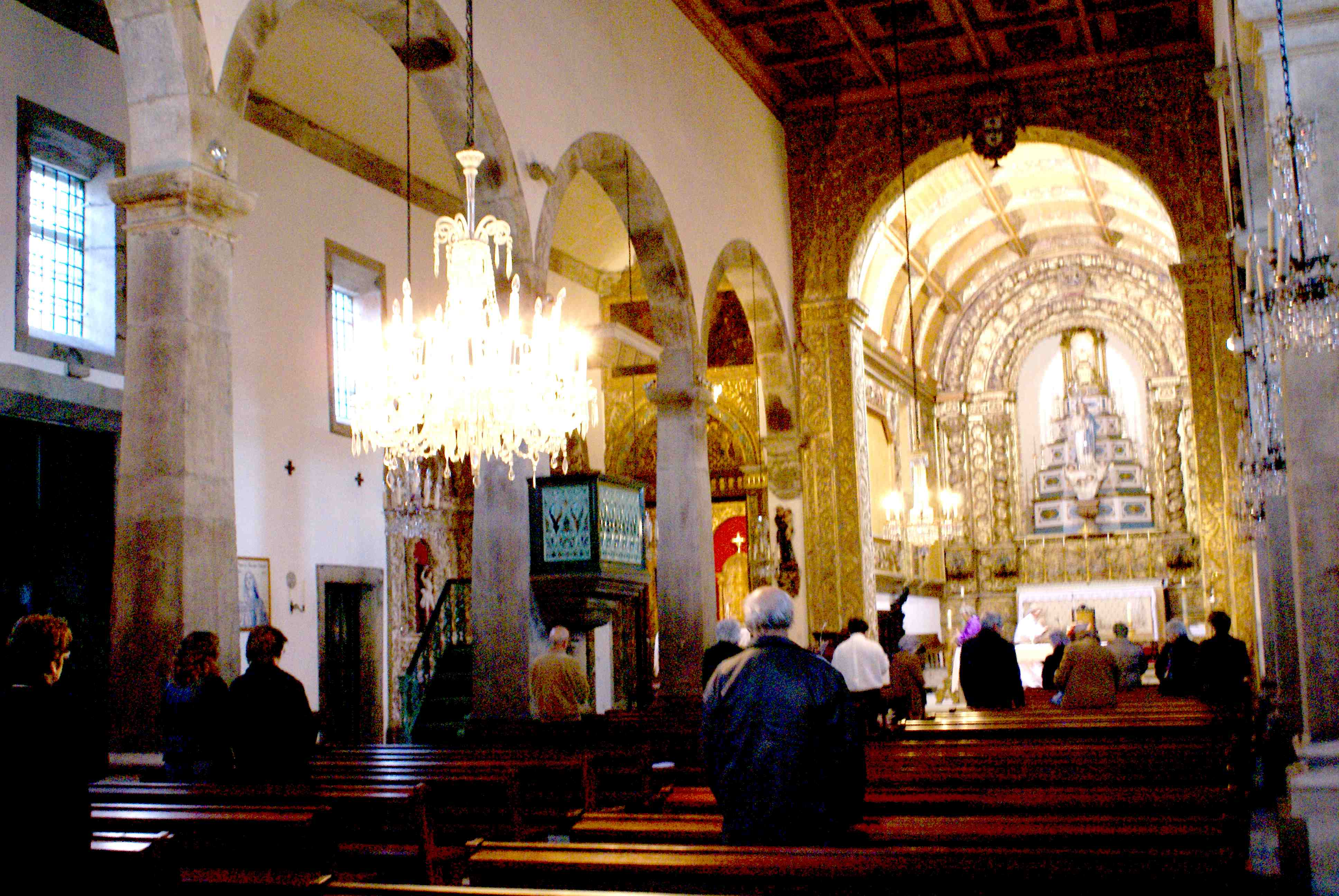
Igreja da Conceição, Angra: interior.

A Igreja de Nossa Senhora da Conceição, também referida como Santuário de Nossa Senhora da Conceição, localiza-se na freguesia da Conceição, no Centro Histórico de Angra do Heroísmo, no Município de Angra do Heroísmo, na Ilha Terceira, nos Açores.
A Igreja de Nossa Senhora da Conceição encontra-se classificada como Imóvel de Interesse Público desde 1980.
Juntamente com a Igreja da Sé, são os mais antigos templos da cidade.

## História
Remonta à primitiva Ermida de Nossa Senhora da Conceição, erguida entre os anos de 1460 e 1474, por iniciativa de Álvaro Martins Homem, um dos primeiros povoadores de Angra. A ele se deve ainda, no mesmo período, a construção da primitiva Ermida de São Salvador, atual Sé Catedral.
Embora se desconheça a data da sua edificação, Alfredo da Silva Sampaio refere que o mais antigo documento que se conhece a respeito da Igreja da Conceição é um Alvará de João III de Portugal, passado em 26 de Março de 1553, determinando ao bispo que a ermida passasse a sede da paróquia de mesmo nome.
Ao longo dos séculos conheceu diversas reconstruções.
Em seu interior destacam-se:
- um antigo órgão que pertencia ao Convento das freiras da Luz, na Praia da Vitória;
- um quadro a óleo no baptistério, representando o batismo de Jesus;
- a capela-mor, uma das mais ricamente decoradas da Terceira, com vários retábulos, alguns de reconhecido valor artístico. Sobre esta, Sampaio refere:

"Sobre o arco desta capela estão as armas reais portuguesas, e o tecto é todo coberto por quadros a óleo, em que se representa várias passagens das Escrituras, que têm relação com os mistérios de Nossa Senhora. Nas paredes entre os quadros que representam a morte de Nossa Senhora, São José e São João Baptista, distinguem-se dois grandes painéis, ocupando quase todo o comprimento da capela e que representam, de um lado o nascimento de Cristo, e do outro a Epifania."
- ainda nesta capela, o vistoso cadeiral da antiga Colegiada da Conceição dos Clérigos.

Encontra-se classificada como Imóvel de Interesse Público pela Resolução n.º 41/80, de 11 de Junho, classificação consumida por inclusão no conjunto classificado da Zona Central da Cidade de Angra do Heroísmo, conforme a Resolução n.º 41/80, de 11 de Junho, e artigo 10.º e alínea a) do artigo 57.º do Decreto Legislativo Regional n.º 29/2004/A, de 24 de Agosto.

## Características
Externamente o templo apresenta linhas sóbrias e harmoniosas. Internamente encontra-se dividida em três naves. A entrada é resguardada por um paravento por cima do qual está um largo coro-alto, com um pequeno órgão. A capela-mor apresenta vários retábulos.

## Cronologia
- 1574 - data do mais antigo registo de baptismo desta Paróquia.
- 1582 (15 de Outubro) - António I de Portugal, antes de partir da ilha, deu uma esmola de quinhentos cruzados para se concluírem as obras desta igreja. À época, a Paróquia tinha novecentos paroquianos, um vigário, um cura e sete beneficiados.
- 1639 - O jesuíta, Ambrósio Francisco Pinto, natural desta paróquia, foi morto pelos neerlandeses como um dos "Quarenta Mártires do Brasil".
- 1717 (6 de Dezembro) - Criação da Confraria de Nossa Senhora da Conceição.
- 1858 (1 de Novembro) - A igreja foi visitada, pelo Infante D. Luís, sendo o seu vigário o Cónego Rogério, cavaleiro das Ordens de Cristo, de Portugal e Brasil e de Nossa Senhora da Conceição.
- 1862 (31 de Maio) - Arquiconfraria do Coração de Maria, sendo Vigário da Conceição o Cónego Francisco Rogério da Costa, quem nesse mesmo ano iniciou a devoção do Mês de Maria - celebração que depois irradiou para todo o arquipélago dos Açores. As solenes festividades da Primeira Comunhão, a La Salette e outras são também de iniciativa sua.
- 1867 (2 de Junho) - Fez-se uma grandiosa procissão nesta paróquia em cumprimento de um voto dos terceirenses, formulado em ocasião aflitiva de tremores de terra, terá participado grande parte da população da cidade.
- 1902 (29 de Novembro) - Inicio da subscrição para a aquisição da imagem de Nossa Senhora da Conceição, atualmente na Capela-mor do Santuário do mesmo nome.
- 1910 (8 de Dezembro - Inauguração da sua iluminação eléctrica.
- 1946 (17 de Maio) - Concluídas as obras de beneficiação, o bispo D. Guilherme Augusto, voltou a consagrar a Igreja de Nossa Senhora da Conceição.
- 1950 - Foi demolida a Sacristia do Santíssimo (uma das três até então existentes) para se fazer um salão (17,50 m x 5m) para a Catequese e reuniões da Acção Católica.
- 1960 (30 de Abril) - Data da abertura do Centro Recreio Paroquial.
- 1964 (6 de Dezembro) - foi publicado pela primeira vez o Boletim semanal.
- 1965 (5 de Fevereiro) - Estreou-se o altar "versus populum", oferta de José Cardoso Martins e Fernando Ávila.
- 1980 (1 de Janeiro) - A igreja é danificada no grande terramoto.
- 1987 (8 de Dezembro - A Igreja é reaberta ao culto e elevada a Santuário Mariano, pelo bispo D. Aurélio Granada Escudeiro.
- 2003 (26 de Março) - Comemorações dos 450 anos da Elevação a Paróquia de Nossa Senhora da Conceição.